# Thank You (For Letting Us Be Ourselves)
Thank You (For Letting Us Be Ourselves) è il terzo album in studio del gruppo musicale svedese Hardcore Superstar, pubblicato nel 2001 dalla Music for Nations.

## Tracce
1. That's My Life
2. Not Dancing, Wanna Know why?
3. Shame
4. Just Another Score
5. Summer Season's Gone
6. Wimpy Sister
7. Do Me That Favor
8. Significant Other
9. Dear Old Fame
10. Smoke'em
11. Riding With The King
12. They Are Not Even A New Bang Tango
13. Mother's Love

### Bonus Track per il Giappone
1. A Long Way To Go (Alice Cooper Cover)

## Formazione
- Jocke Berg - voce
- Silver Silver - chitarra
- Martin Sandvik - basso
- Magnus Andreasson - batteria